# Türyançay
Der Türyançay (russisch Турианчай Turiantschaj oder Тюрян Tjurjan) ist ein linker Nebenfluss der Kura in Aserbaidschan.
Der Türyançay entsteht am Südhang des Großen Kaukasus durch den Zusammenfluss von Qaraçay und Agriçay. Er fließt anfangs in südwestlicher, später in überwiegend südlicher Richtung und erreicht die Kura-Aras-Niederung. Diese durchfließt er in südlicher, später in südöstlicher Richtung. Dabei passiert er die Stadt Ağdaş. Der Unterlauf ist kanalisiert. Etwa 10 km oberhalb seiner Mündung bei der Stadt Zərdab in die Kura trifft der Göyçay von links auf den Türyançay. Ein Teil des Flusswassers wird zu Bewässerungszwecken abgeleitet.
Der Türyançay hat eine Länge von 134 km. Er entwässert ein Areal von 8920 km².
Der Fluss wird von der Schneeschmelze als auch von Niederschlägen gespeist.